# Dictyna varians
Dictyna varians är en spindelart som beskrevs av Sergei Aleksandrovich Spassky 1952. Dictyna varians ingår i släktet Dictyna och familjen kardarspindlar. Inga underarter finns listade i Catalogue of Life.